# بخش کونگسباکا
بخش کونگسباکا (به سوئدی: Kungsbacka kommun) یک ناحیه شهرداری در سوئد است که در شهرستان هاللاند واقع شده‌است.